# Гусев, Эдуард Николаевич
Эдуа́рд Никола́евич Гу́сев (13 марта 1936, Тула — 14 сентября 2016, там же) — советский трековый велогонщик, выступал за сборную СССР в середине 1950-х годов. Многократный чемпион всесоюзных и всероссийских первенств в различных трековых дисциплинах, участник летних Олимпийских игр в Мельбурне (1976). Мастер спорта СССР международного класса.

## Биография
Активно заниматься велоспортом начал в раннем детстве, проходил подготовку на местном велотреке, состоял в добровольном спортивном обществе «Труд».
Первого серьёзного успеха на треке добился в возрасте шестнадцати лет, когда одержал победу в командной гонке преследования на юношеском чемпионате СССР. В 1952 году на чемпионате РСФСР среди юношей занял три первых места, три вторых и был включен в сборную республики. Перейти из Тулы в московский клуб ВВС ему предлагал Василий Сталин, однако из-за смерти Иосифа Сталина переход не состоялся.
В 1954 году был включен в основной состав сборной СССР по велоспорту, а в 1955 году в командном преследовании выиграл взрослое национальное первенство Советского Союза. Мастер спорта СССР (1955).
Благодаря череде удачных выступлений он удостоился права защищать честь страны на летних Олимпийских играх 1956 года в Мельбурне, вместе с товарищами по команде Виктором Ильиным, Владимиром Митиным и Родиславом Чижиковым дошёл в командной гонке преследования до четвертьфинала, здесь советские гонщики уступили сборной Великобритании. За выдающиеся спортивные достижения был удостоен почётного звания мастера спорта международного класса.
В 1957 году окончил Государственный дважды орденоносный институт физической культуры имени П. Ф. Лесгафта (ныне Национальный государственный университет физической культуры, спорта и здоровья имени П. Ф. Лесгафта). После ухода из спорта работал инженером на заводе «Арсенал», затем — начальником бюро в институте систем управления. Четверть века прожил в Магадане, работал на Иультинском промышленном комбинате начальником бюро научной организации труда, заместителем начальника главного управления материально-технического снабжения Магаданской области, руководил областным коммерческим центром.
В 1992 году, выйдя на пенсию, вернулся в Тулу, занимался фермерством. Был активным общественником, состоял в комиссии при главе администрации города Тулы по развитию физкультуры и спорта, входил в состав президиума областной федерации велоспорта, публиковал в прессе материалы, посвящённые ветеранам тульского велоспорта.
В 2014 году был факелоносцем в эстафете олимпийского огня.
Похоронен на Смоленском кладбище Тулы.